# Эгк, Вернер

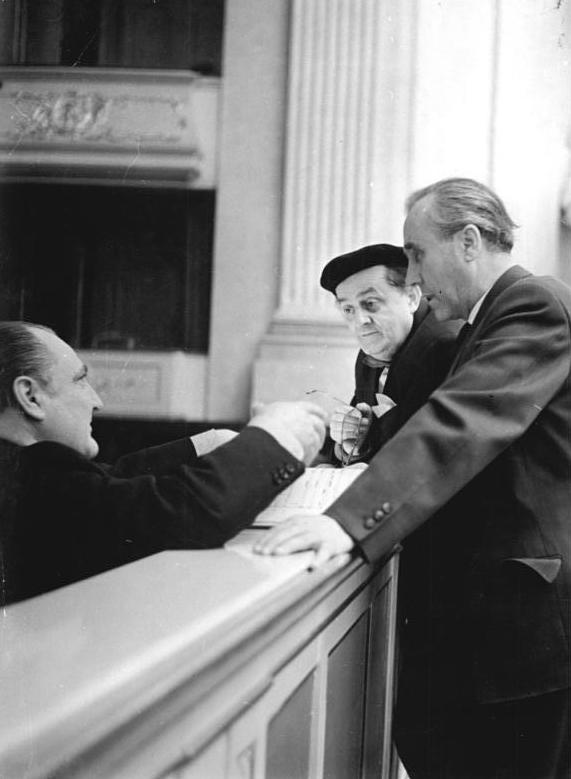
В. Эгк дирижирует в Берлинской опере

Вернер Эгк (нем. Werner Egk, настоящее имя Вернер Йозеф Майер; 17 мая 1901, Ауксесхайм, ныне Донаувёрт — 10 июля 1983, Иннинг-ам-Аммерзе) — немецкий оперный и театральный композитор-неоклассицист.

## Жизнь и творчество
Псевдоним ЭГК, который композитор принял после своего вступления в брак представляет анаграмму из инициалов его жены, скрипачки Елизаветы Карл (Geigerin Elisabeth Karl). C 1937 года он становится его официальной фамилией.
В. Эгк родился в семье учителя. В 1908 году его семья переезжает в Аугсбург. Здесь Вернер с 1919 года учится в гуманитарной гимназии, берёт уроки игры на фортепиано. В 1919—1920 он посещает городскую консерваторию. Позднее берёт частные уроки пения и музыки, учится во Франкфурте-на-Майне и в Мюнхене у Карла Орфа (композиция и дирижёрское мастерство). В 1930—1933 годах В. Эгк работает на Баварском радио. В 1935 он дирижёр и руководитель оркестра на радио. В 1936—1940 В. Эгк занимает должность капельмейстера Берлинской государственной оперы на Унтер-ден-Линден. Затем работал как свободный композитор. В 1941—1945 годах был руководителем Союза композиторов (STAGMA) при Имперской музыкальной палате (Reichsmusikkammer).
Творчество В. Эгка было весьма популярно в национал-социалистической Германии. В 1933 году он пишет музыку к национал-социалистскому праздничному представлению Курта Эггерса Job, der Deutsche. В 1936 году композитор получил золотую медаль Конкурса искусств на XI Олимпийских играх в Берлине (номинация — оркестровая музыка) за произведение «Олимпийская праздничная музыка» (Olympische Festmusik). В мае 1938 исполняется его кантата Природа-любовь-смерть (Natur-Liebe-Tod) при закрытии первых Имперских дней музыки в Дюссельдорфе. В ноябре того же года проходит премьера оперы В. Эгка «Пер Гюнт». Министр пропаганды Й. Геббельс отмечает в своём дневнике за 1 февраля 1939: Я совершенно в восторге, и Фюрер — тоже. Это новое открытие для нас обоих. В 1939 году Й. Геббельс вручает ему премию за музыкальное творчество. В мае 1941 В. Эгк пишет музыку к кинофильму для гитлерюгенда «Юнги (Jungens)». В 1944 году В. Эгк был включён в список деятелей культуры, освобождённых от военной службы Gottbegnadeten-Liste как один из талантливейших композиторов Германии.
После окончания Второй мировой войны, в 1969 году В. Эгк судился в земельном суде Мюнхена с композитором и музыкальным критиком Конрадом Бёмером, назвавшим Эгка в одном из своих сборников «одной из отвратительнейших фигур национал-социалистской музыкальной политики». Суд закончился мировым соглашением между обеими сторонами. Ещё в 1947 году он должен был оправдываться по поводу высказываний некоего Курта Арнольда, якобы видевшего, что на премьере «Дон Карлоса» в берлинской опере В. Эгк приветствовал министра Г. Геринга воздетой в фашистском приветствии рукой.
В 1950—1953 годах композитор работает директором Высшей музыкальной школы в Западном Берлине. В 1950 он становится одним из основателей и президентом Союза немецких композиторов и председателем контрольного совета Общества защиты авторских прав в области музыки. В годы 1969—1971 он — президент Немецкого музыкального совета, с 1976 — президент Международной конфедерации общества авторов и композиторов (CISAC).
Похоронен в родном городе Донаувёрт.

## Сочинения

### Оперы
- Columbus. (1933), переработана (1942)
- Волшебная скрипка (по Францу Поччи, либретто Людвига Штрекера) (1935; новая редакция 1954)
- Пер Гюнт по Г.Ибсену (1938)
- Цирцея по П.Кальдерону (1945, первая постановка 1948; переработана как опера-буфф 17 дней и 4 минуты (17 Tage und 4 Minuten), 1966)
- Ирландская легенда (Irische Legende) по У. Б. Йейтсу (1955; новая редакция 1975). В.Эгк — также автор либретто
- Ревизор по Н. В. Гоголю (1957)
- Обручение в Санто-Доминго по Генриху фон Клейсту (1963)

### Балеты
- Иоанн Царисский (Joan von Zarissa) для чтеца, хора, сопрано, баритона и оркестра (1940). Концертная сюита на тему.
- Абраксас (Abraxas), по Г.Гейне (1948). Концертная сюита на тему.
- Китайский соловей (Die chinesische Nachtigall) по Г.-Х. Андерсену (1953). Дивертисмент для струнного оркестра на тему.
- Казанова в Лондоне (Casanova in London) (1969); на эту тему затем Английская сюита (Englische Suite).

### Оркестровые произведения
- Малая симфония (Kleine Symphonie) (1926)
- Олимпийская праздничная (Olympische Festmusik) (1936; текст Карла Дима)
- Оркестровая соната (Orchester-Sonate) (1947/48)
- Французская сюита по Жану-Филиппу Рамо (1949; балет 1952)
- Аллегрия (Allegria) (1952; балет 1953)
- Вариации на карибскую тему (1959; балет Данца (Danza), 1960)
- 2. Sonate für Orchester (1969)
- Время для зеркала (Spiegelzeit) (1979)
- Музыка для утраченного романса (Musik für eine verschollene Romanze). Увертюра (1980)
- Ревизор (Der Revisor). Концертная сюита для трубы и камерного оркестра (1981)
- Волшебная скрипка (Die Zaubergeige). Увертюра для духовых инструментов (1981)
- Canzona для виолончели и оркестра (1982)
- Дотанцовка (Nachtanz) (Opus postumus, постановка 1985)

### Вокальная музыка
- Бесстрашие и благополучие (Furchtlosigkeit und Wohlwollen). Оратория для тенора, хора и оркестра (1931; новая редакция 1959)
- Искушение св. Антония (La tentation de Saint Antoine d’après des airs et des vers du 18e siècle), для альта, струнного квартета и оркестра (1952; как балет 1969)
- Остаточное чувство (Nachgefühl). Кантата для сопрано и оркестра (1975)

### Музыка для детских постановок
- Лев и мышь (Die Löwe und die Maus) 1931
- Ворон и Лиса (Der Fuchs und der Rabe) 1932
- История рыцаря дона Хуана из Барселоны (Die Historie vom Ritter Don Juan aus Barcelona). По старинному народному фестшпилю (1932)

### Музыка для кино
- Господин с другой звезды (Der Herr vom andern Stern) (художественный фильм с Хайнцем Рюманом, 1948)

### Литературные сочинения
- 1953: Abstrakte Oper Nr. 1 — либретто
- 1958: Волшебная кровать (Das Zauberbett) — комедия
- 1960: Музыка, слово, картина (Musik, Wort, Bild) — сборник эссе
- 1973: 'Время не ждёт (Die Zeit wartet nicht) — автобиография

## Награды
- Почётная премия в области культуры города Мюнхена (1972)
- Орден Максимилиана «За достижения в науке и искусстве» (Бавария) (1981)
- Большой офицерский крест ордена «За заслуги перед ФРГ»
- Баварский орден «За заслуги»
- Почётный гражданин Мюнхена
- Почётный гражданин Донаувёрта

Träger des Bayerischen Verdienstordens